# Imaculada (filme)
Immaculate (bra/prt: Imaculada) é um filme estadunidense de 2024, do gênero terror psicológico, dirigido por Michael Mohan, estrelado por Sydney Sweeney, e coestrelado por Álvaro Morte, Dora Romano, Benedetta Porcaroli, Giorgio Colangeli e Simona Tabasco. Com um roteiro de Andrew Lobel, a trama retrata a história de uma jovem noviça que, ao ser convidada a morar em um pitoresco convento italiano, aos poucos descobre os segredos malignos que se escondem ali.
"Immaculate" estreou no South by Southwest (SXSW) em 12 de março de 2024. Nos Estados Unidos, o filme foi lançado dez dias depois, em 22 de março de 2024; já em Portugal, foi distribuído em 28 de março de 2024. No Brasil, o filme foi lançado nos cinemas em 30 de maio de 2024, antes de ser lançado diretamente na Amazon Prime Video em 13 de setembro de 2024.
Apesar dos amplos elogios à atuação de Sweeney, o filme obteve uma recepção mista da crítica especializada e arrecadou mais de US$ 28 milhões mundialmente.

## Enredo
A Irmã Mary (Simona Tabasco) se infiltra no quarto de sua superiora à noite e rouba um molho de chaves, planejando usá-las para escapar pelos portões trancados de um convento católico. No entanto, ela é capturada por quatro figuras encapuzadas que, de forma cruel, quebram sua perna e a deixam inconsciente. Ao acordar, Mary encontra-se dentro de um caixão, enterrada viva.
A jovem noviça Irmã Cecília (Sydney Sweeney) se voltou para o cristianismo ainda em tenra idade. Após sobreviver a um afogamento em um lago congelado e ser declarada morta por sete minutos, Cecília se convence de que Deus a salvou por um propósito. Ela recebe um convite do Padre Sal Tedeschi (Álvaro Morte) para se juntar a um convento na Itália que cuida de freiras moribundas. Cecília faz seus votos finais para aderir aos conselhos evangélicos e torna-se freira, sendo agraciada com um rosário.
Cecília faz amizade com a Irmã Gwen (Benedetta Porcaroli) e se depara com algumas peculiaridades, como uma freira idosa que possui cicatrizes em forma de cruz nas solas dos pés. A capela do convento abriga uma relíquia: um Santo Cravo que teria sido utilizado para crucificar Jesus. Após ter pesadelos com figuras encapuzadas, Cecília fica horrorizada ao descobrir que está grávida, apesar de ser virgem. As habitantes do convento começam a tratá-la como a próxima Virgem Maria, com muitas proclamando que a criança é uma "bênção".
Outra freira, Irmã Isabelle (Giulia Heathfield Di Renzi), tenta afogar Cecília por ciúme e, em seguida, comete suicídio. Cecília vomita um de seus próprios dentes e sua saúde se deteriora. Seu pedido para ser levada a um hospital apropriado e ser atendida por um outro médico é negado pelo Padre Tedeschi. Gwen repreende publicamente os superiores do convento por essa anormalidade, mas é então retirada pelo Padre Tedeschi e pelo diácono Enzo (Giuseppe Lo Piccolo).
Cecília nota a inscrição "II Coríntios 11:14" atrás de um quadro com a imagem da Virgem Maria em seu quarto, o que leva a uma frase ominosa na Bíblia. Ao ler seu arquivo, ela fica chocada ao encontrar informações sobre seu acidente durante a infância. Ao ouvir uma mulher gritar, ela começa a investigar e fica horrorizada ao testemunhar uma figura encapuzada cortando a língua de Gwen. Uma freira idosa aparece e silencia Cecília. Ela implora para escapar, mas a freira a repreende, dizendo que ela nunca deixará o convento.
Cecília finge um aborto para ser levada ao hospital, mas a enganação é descoberta e ela é amarrada. Tedeschi revela que foi geneticista antes de se tornar padre e usou amostras de DNA do Santo Cravo para engravidar freiras, na esperança de conceber um novo Messias. Antes de Cecília, as várias tentativas de Tedeschi falharam, muitas vezes resultando em fetos malformados. Tedeschi marca os pés de Cecília com uma cruz, um símbolo também presente em muitas das outras freiras.
Cecília tenta escapar outra vez. Ela espanca a Madre Superiora até a morte usando um crucifixo e, logo depois, sua bolsa estoura. Ela consegue estrangular o cardeal Franco Merola (Giorgio Colangeli) com seu rosário antes de encharcar o laboratório de Tedeschi com etanol. Tedeschi chega e tenta impedi-la por meio da força física, mas Cecília escapa por pouco ao acender o etanol com um isqueiro.
Tedeschi consegue escapar do laboratório após extinguir as chamas e continua sua perseguição a Cecília, forçando-a a fugir para as catacumbas sob o convento. Cecília encontra o cadáver mutilado de Gwen junto com um buraco nas paredes da catacumba. Tedeschi a encontra quando ela está prestes a escapar pelo buraco, e então uma luta começa. Tedeschi tenta abrir a barriga de Cecília para realizar o parto via cesariana, mas ela o esfaqueia na garganta com o Santo Cravo, que ela havia roubado da capela, o matando. Após conseguir sair das catacumbas, Cecilia dá à luz enquanto grita e agoniza sozinha, e depois rompe o cordão umbilical ao mordê-lo. Ela fica horrorizada ao ver o bebê, que emite sons estranhos e animalescos. Cecília cambaleia para pegar e levantar uma pedra próxima, que ela usa para esmagar a criança até a morte.

## Elenco
- Sydney Sweeney como Cecilia
- Álvaro Morte como Padre Sal Tedeschi
- Dora Romano como Madre Superiora
- Benedetta Porcaroli como Irmã Gwen
- Giorgio Colangeli como Cardeal Franco Merola
- Simona Tabasco como Irmã Mary
- Giulia Heathfield Di Renzi como Irmã Isabelle
- Giampiero Judica como Dr. Gallo
- Betti Pedrazzi como Irmã Francesca
- Giuseppe Lo Piccolo como Diácono Enzo

## Produção
O desenvolvimento do filme começou em 2014, quando Sydney Sweeney fez sua primeira audição para um papel na produção a partir de um roteiro escrito por Andrew Lobel. No entanto, o projeto acabou caindo em development hell em vez de começar a ser produzido. Após seu papel de destaque na série de televisão "Euphoria", Sweeney comprou os direitos do roteiro e abordou Michael Mohan para dirigir. Mohan afirmou que muitas das cenas do filme foram inspiradas em sua educação católica.
Em outubro de 2022, Sydney Sweeney foi escalada para o elenco do filme, sob a direção de Michael Mohan. Sweeney também atuou como produtora, representando sua própria empresa, a Fifty-Fifty Films. Mohan afirmou que o roteiro originalmente apresentava um elenco de garotas do ensino médio, não freiras, e foi alterado para se adequar melhor a Sweeney e às expectativas do público.
Em fevereiro de 2023, Álvaro Morte, Benedetta Porcaroli, Dora Romano, Giorgio Colangeli e Simona Tabasco juntaram-se ao elenco.
As filmagens aconteceram em Roma, Itália, e foram concluídas em fevereiro de 2023. Grande parte da produção foi filmada na Villa Parisi e na Galeria Doria Pamphilj. Villa Parisi já havia sido utilizada como locação para vários filmes de terror, incluindo "Il rosso segno della follia" (1970), "Ecologia del delitto" (1971), "Dracula cerca sangue di vergine... e morì di sete!!!" (1974) e "Le notti del terrore" (1981). As sequências das catacumbas foram realmente filmadas nas catacumbas de Roma.

## Temas
O filme aborda temas de modificação genética e debates em torno do parto, aborto e infanticídio. Em uma entrevista com a revista Fangoria, o diretor Michael Mohan contou uma história em que sua família parou de frequentar a igreja depois de ouvir um sermão pró-vida; no entanto, ele afirmou que o filme não foi concebido para transmitir uma mensagem social. O artigo diz:
E embora o filme – que, no final das contas, trata-se de um nascimento forçado por uma instituição religiosa que reivindica o corpo de uma mulher – já esteja recebendo críticas de certos setores conservadores da internet, Mohan não está preocupado. "Eu não vejo isso como um problema. Eu acho que é uma conversa necessária, e se um filme pode inspirar essa conversa, então fizemos nosso trabalho. Mas também quero deixar bem claro: quero que essa conversa seja iniciada pelo público. Não quero que olhem para nós e pensem: 'Olha esses justiceiros sociais!'" Mohan parece mais interessado em fazer com que Immaculate cumpra outra missão importante do horror: marcar as pessoas para toda a vida.
Vários críticos compararam o filme a um renascimento moderno do subgênero nunsploitation. Alguns também destacaram as influências estéticas e temáticas do cinema de terror europeu dos anos 1970, mencionando diretores como Dario Argento, Mario Bava, Lucio Fulci e Roman Polanski.

## Lançamento
Em dezembro de 2023, a Neon adquiriu os direitos de distribuição do filme nos Estados Unidos. A estreia aconteceu no South by Southwest (SXSW) em 12 de março de 2024. Nos cinemas dos Estados Unidos, o filme foi lançado em 22 de março de 2024.
Em Portugal, o filme foi lançado em 28 de março de 2024. No Brasil, a Diamond Films anunciou a aquisição e distribuição do filme, que foi lançado nos cinemas em 30 de maio de 2024. Quase quatro meses após o início de sua distribuição brasileira, em 13 de setembro de 2024, o filme foi lançado diretamente na Amazon Prime Video.

## Recepção

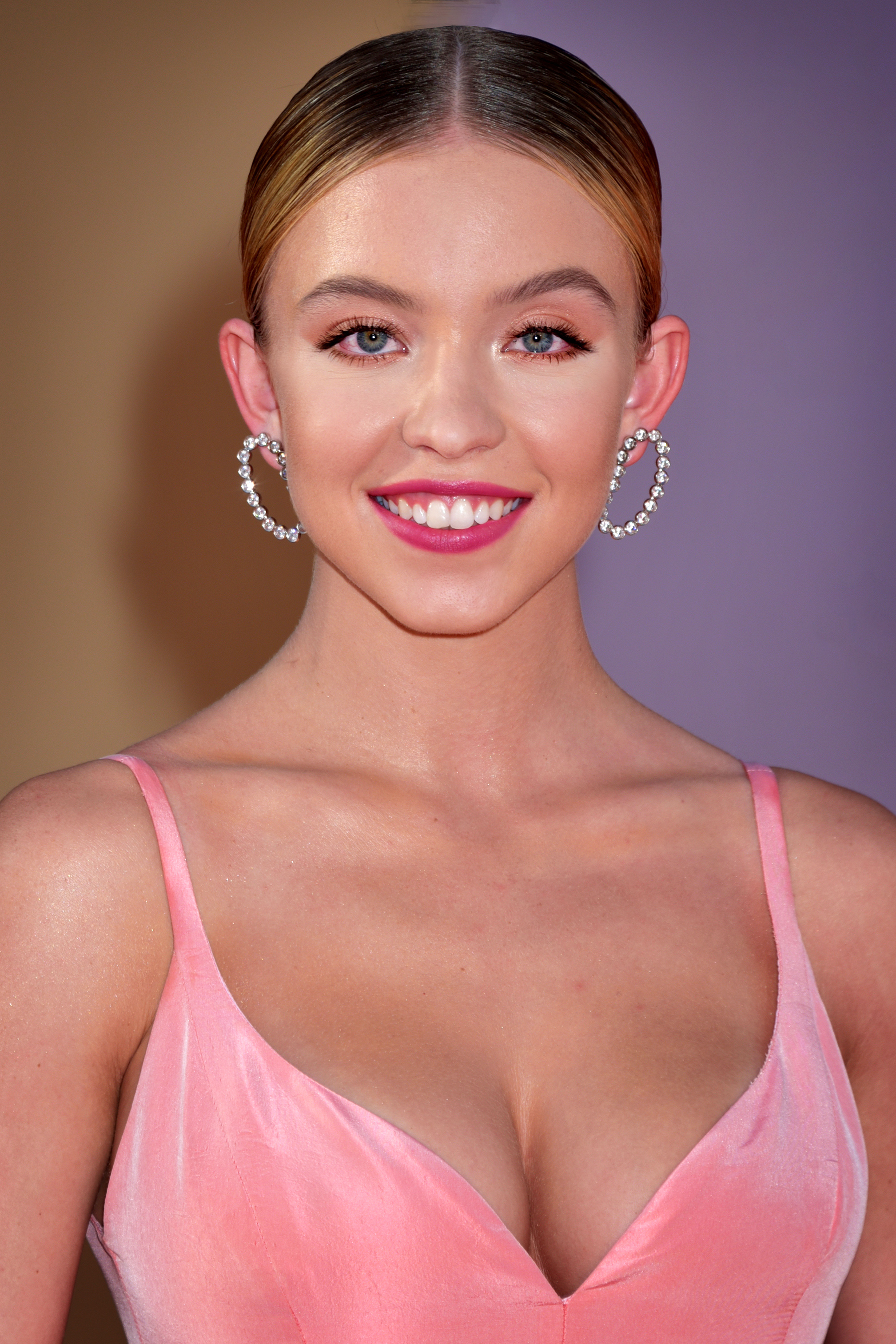
A atuação de Sydney Sweeney foi amplamente elogiada pela crítica especializada.

Tim Robey, para o The Telegraph, deu ao filme 3/5 estrelas, dizendo que "o horror de freira grávida de Sydney Sweeney leva tempo para entregar [o resultado] ... Somente no final é que Immaculate entrega, por assim dizer, parte da promessa sugerida". Manohla Dargis, para o jornal The New York Times, elegeu o filme como a Escolha da Crítica, escrevendo que ele "é um festival de terror com uma heroína corajosa, uma reviravolta irreverente e ambiguidade narrativa suficiente para dar aos espectadores algo para discutir".
No Rotten Tomatoes, site agregador de críticas, 71% das 201 críticas do filme são positivas, com uma classificação média de 6,2/10. O consenso do site diz: "Imaculado na concepção, embora nem sempre na execução, este passeio de terror com temática religiosa é salvo por uma performance divina de Sydney Sweeney". O Metacritic, que utiliza uma média ponderada, atribuiu ao filme 57/100 pontos baseados em 39 críticas, indicando críticas "mistas ou medianas". O público entrevistado pelo CinemaScore deu ao filme uma nota média de "C" em uma escala de A+ a F, enquanto o público entrevistado pelo PostTrak deu ao filme uma pontuação geral positiva de 52%, com 30% dizendo que definitivamente o recomendariam.

### Comparações comThe First Omen
Com premissas semelhantes e o comum cenário italiano, além de serem lançados aproximadamente ao mesmo tempo, "Immaculate" e "The First Omen" foram apelidados de "filmes gêmeos". Ambos os filmes exploram a questão da autonomia corporal feminina, retratando o "controle sistêmico dos corpos das mulheres reduzidos a meros recipientes". Bilge Ebiri, para o Vulture, questionou "por que alguém deveria se surpreender de repente, no rastro da revogação pelo Supremo Tribunal do caso Roe v. Wade, à medida que estado após estado tenta promulgar leis religiosas privando as mulheres de sua agência corporal, a América está recebendo filmes de terror sobre pessoas obrigadas a dar à luz monstruosidades por instituições religiosas preocupadas com sua crescente irrelevância".

### Bilheteria
De acordo com os registros da Neon, o filme arrecadou US$ 15.671.307 na América do Norte e US$ 12.776.418 no restante do mundo, totalizando US$ 28.447.725 mundialmente.
Nos Estados Unidos e Canadá, "Immaculate" foi lançado junto com "Ghostbusters: Frozen Empire" e "Late Night with the Devil". O filme arrecadou US$ 2 milhões em seu primeiro dia, e US$ 5,3 milhões em seu fim de semana de estreia, sendo exibido em 2.354 cinemas. A produção terminou em quarto lugar nas bilheterias, o que marcou o melhor fim de semana de abertura da história da Neon. Caiu 36% em seu segundo fim de semana, para US$ 3,3 milhões, terminando em quinto lugar nas bilheterias.

## Prêmios e indicações
| Ano  | Cerimônia                    | Categoria                                                        | Indicado       | Resultado | Ref.          |
| ---- | ---------------------------- | ---------------------------------------------------------------- | -------------- | --------- | ------------- |
| 2024 | South by Southwest           | Atração Principal do Público                                     | "Immaculate"   | Indicado  | [ 48 ]        |
| 2024 | Golden Trailer Awards        | Melhor comercial de televisão de terror (para um longa-metragem) | "Mother"       | Indicado  | [ 49 ] [ 50 ] |
| 2024 | Golden Trailer Awards        | Melhor trailer curto de terror/suspense para um longa-metragem   | "Descend"      | Indicado  | [ 49 ] [ 50 ] |
| 2024 | Golden Trailer Awards        | Melhor cartaz de terror                                          | "Key Art"      | Indicado  | [ 49 ] [ 50 ] |
| 2024 | Astra Midseason Movie Awards | Melhor filme de terror                                           | "Immaculate"   | Indicado  | [ 51 ] [ 52 ] |
| 2024 | Fangoria Chainsaw Awards     | Melhor desempenho principal                                      | Sydney Sweeney | Pendente  | [ 53 ]        |
| 2024 | Fangoria Chainsaw Awards     | Melhor figurino                                                  | Lisa Crescioli | Pendente  | [ 53 ]        |